# Copa Petrobras Bogotá 2004
Il Copa Petrobras Bogotá 2004 è stato un torneo di tennis facente parte della categoria ATP Challenger Series nell'ambito dell'ATP Challenger Series 2004. Il torneo si è giocato a Bogotà in Colombia dal 22 al 28 novembre 2004 su campi in terra rossa.

## Vincitori

### Singolare
Ramón Delgado ha battuto in finale  Mariano Puerta con il punteggio di 6–4, 7–5

### Doppio
Sergio Roitman /  Santiago Ventura hanno battuto in finale  Richard Barker /  Frank Moser con il punteggio di 7–5, 6–4